# Бельв'ю (Кентуккі)
Бельв'ю (англ. Belleview) — переписна місцевість (CDP) в США, в окрузі Бун штату Кентуккі. Населення — 308 осіб (2020).

## Географія
Бельв'ю розташований за координатами 38°58′46″ пн. ш. 84°49′33″ зх. д. / 38.97944° пн. ш. 84.82583° зх. д. (38.979380, -84.825962).  За даними Бюро перепису населення США в 2010 році переписна місцевість мала площу 4,83 км², з яких 3,52 км² — суходіл та 1,30 км² — водойми.

## Демографія
Згідно з переписом 2010 року, у переписній місцевості мешкали 343 особи в 128 домогосподарствах у складі 96 родин. Густота населення становила 71 особа/км².  Було 139 помешкань (29/км²).
Расовий склад населення:
| - 98,0 % — білих - 0,3 % — чорних або афроамериканців |

До двох чи більше рас належало 1,2 %. Частка іспаномовних становила 0,6 % від усіх жителів.
За віковим діапазоном населення розподілялося таким чином: 25,4 % — особи молодші 18 років, 62,1 % — особи у віці 18—64 років, 12,5 % — особи у віці 65 років та старші. Медіана віку мешканця становила 36,2 року. На 100 осіб жіночої статі у переписній місцевості припадало 113,0 чоловіків;  на 100 жінок у віці від 18 років та старших — 109,8 чоловіків також старших 18 років.
Середній дохід на одне домашнє господарство  становив 69 679 доларів США (медіана — 55 375), а середній дохід на одну сім'ю — 78 235 доларів (медіана — 63 095). За межею бідності перебувало 7,2 % осіб, у тому числі 20,1 % дітей у віці до 18 років та 0,0 % осіб у віці 65 років та старших.
Цивільне працевлаштоване населення становило 171 осіб. Основні галузі зайнятості: виробництво — 25,1 %, мистецтво, розваги та відпочинок — 21,6 %, транспорт — 17,5 %, фінанси, страхування та нерухомість — 16,4 %.